# Joe Wallace
Joe Wallace (San Diego, 5 novembre 1965) è un ex cestista statunitense, professionista in Spagna.

## Palmarès
- Campionato spagnolo: 1

Real Madrid: 1992-93